# Polemon
Polemon (змієїдна змія) — рід змій родини земляних гадюк (Atractaspididae). Представники цього роду мешкають в Африці на південь від Сахари.

## Види
Рід Polemon нараховує 14 видів:
- Polemon acanthias (Reinhardt, 1860)
- Polemon ater Portillo, Branch, Tilbury, Nagy, Hughes, Kusamba, Muninga, Aristote, Behangana & Greenbaum, 2019
- Polemon barthii Jan, 1858
- Polemon bocourti Mocquard, 1897
- Polemon christyi (Boulenger, 1903)
- Polemon collaris (W. Peters, 1881)
- Polemon fulvicollis (Mocquard, 1887)
- Polemon gabonensis (A.H.A. Duméril, 1856)
- Polemon gracilis (Boulenger, 1911)
- Polemon graueri (Sternfeld, 1908)
- Polemon griseiceps (Laurent, 1947)
- Polemon neuwiedi (Jan, 1858)
- Polemon notatus (W. Peters, 1882)
- Polemon robustus (de Witte & Laurent, 1943)

## Етимологія
Наукова назва роду Polemon походить від слова дав.-гр. πολεμος — битва, війна.